# Прапор Полтави
Пра́пор Полта́ви затверджений рішенням сесії Полтавської міської ради.

## Опис прапора
Полотнище прапора міста складається з двох горизонтальних смуг білого та ціанового кольорів у співвідношенні один до одного.

Згідно офіційного викладу:
Співвідношення сторін прапора — один до двох.
На ньому розміщено композицію елементу герба міста, що складається з золотого лука, тятива якого натягнута стрілою, направленою вістрям донизу. Вісь стріли є композиційною віссю зображення і розташована від древка на відстані 1/3 довжини прапора.
Древко прапора вінчає золота куля, яка символізує собою сферу обрію планети Землі або Сонця.